# Lost Christmas
Lost Christmas (no Brasil, Um Toque de Felicidade) é um telefilme britânico de 2011 dirigido por John Hay. Estrelado por Eddie Izzard, o filme é uma co-produção da CBBC e Impact Film & Television. Foi escrito por Dave Logan e John Hay e produzido por Elliot Jenkins.

## Sinopse
Na véspera de Natal, Anthony acorda no meio da rua e não sabe onde está. Ele tem habilidades especiais e, ao longo da noite, transforma a vida de cinco pessoas que haviam perdido algo e surpreende a todos quando sua verdadeira identidade vem à tona.

## Elenco
- Eddie Izzard ...Anthony
- Larry Mills ...Goose
- Jason Flemyng ...Frank
- Connie Hyde ...Linda
- Brett Fancy ...Paul
- Sorcha Cusack ...Nan
- Adlyn Ross ...Lal
- Dwayne Scantlebury ...Tagger
- Christine Bottomley ...Helen
- Steven Mackintosh ...Henry
- Chloe Newsome ...Alice
- Geoffrey Palmer ...Dr. Clarence
- Jason Watkins ...Papai noel
- Jessie Clayton ...Jemma
- Stephen Aintree ...Antiques Expert
- Libbi Rubens ...Milly
- Robert Lonsdale ...policial não identificado

## Prêmios
| Ano  | Prêmio                         | Categoria               | Resultado |
| ---- | ------------------------------ | ----------------------- | --------- |
| 2012 | Prêmio Emmy Kids Internacional | Melhor Filme/Minissérie | Venceu    |